# Bestelwagen

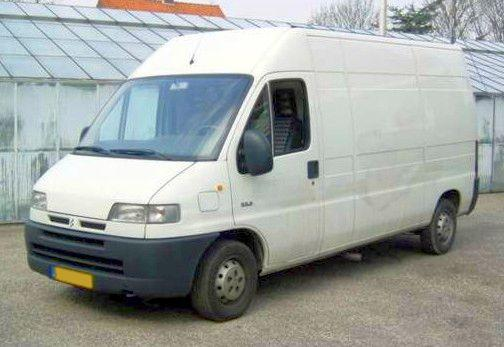
Bestelbus

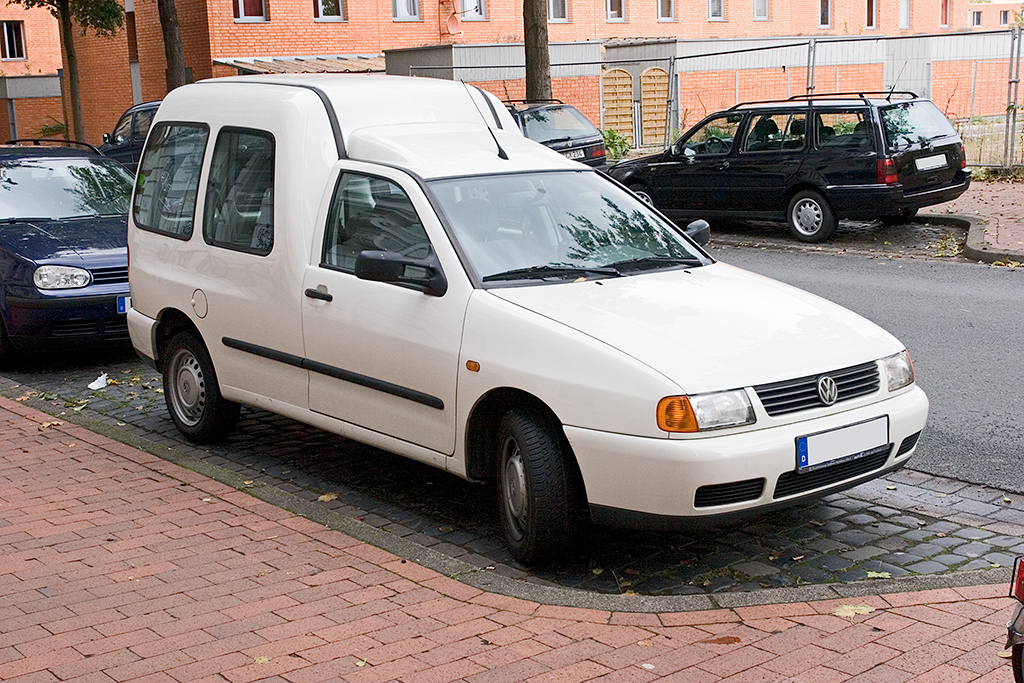
Volkswagen Caddy

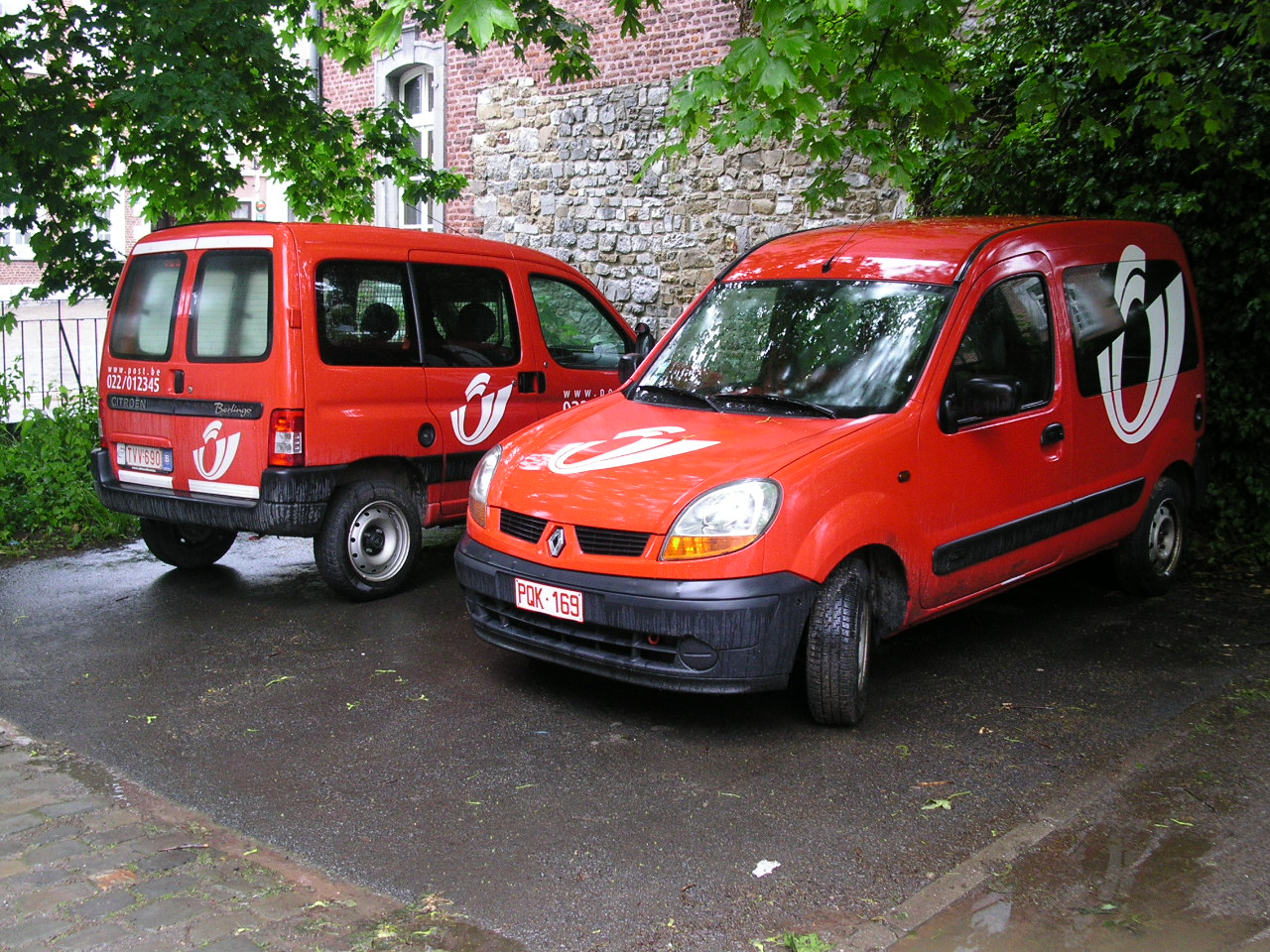
Citroën Berlingo en Renault Kangoo, als bestelwagens bij De Post

Een bestelwagen, bestelbus of bestelauto, in het Vlaams wel camionette, is een auto bedoeld voor het vervoeren van goederen en spullen. Om een bestelwagen te mogen besturen kan volstaan worden met een Europees rijbewijs B. De maximaal toegelaten massa (MTM), dit is het totale gewicht van de auto plus belading, mag in dat geval niet meer dan 3.500 kg zijn. Deze 3.500 kg is althans de norm in Nederland en in de drie gewesten van België; in andere landen kan die grens iets verschillend zijn.
Kleinere modellen worden meestal bestelwagen of bestelauto genoemd. Vroeger werden deze gebouwd op een (aangepast) chassis van een personenwagen: aan de achterzijde van een personenauto werd dan een laadruimte geplakt. Een voorbeeld hiervan is de originele Citroën AK400 of Besteleend. Ook de Seat Terra en eerste generaties van de Volkswagen Caddy en Opel Combo zijn voorbeelden van gemodificeerde personenwagens. Moderne generaties bestelauto's zijn vaak als op zichzelf staande modellen ontwikkeld.
Een kenmerk van grotere bestelbussen zijn de modulaire chassis, waardoor verschillende lengtes, hoogtes en opbouwen mogelijk zijn. Deze bestelbussen zijn in allerlei varianten leverbaar: met of zonder cabine, kipper, laadbak, boxline, koelombouw, etc.
Voorbeelden van kleinere bestelwagens: Citroën Berlingo, Renault Kangoo en Volkswagen Caddy. Voorbeelden van middelgrote bestelbussen: Ford Transit, Mercedes-Benz Vito en de Renault Trafic. Voorbeelden van grote bestelbussen: Fiat Ducato, Iveco Daily, Mercedes-Benz Sprinter en Volkswagen Crafter.

## Nederland
In Nederland zijn deze voertuigen uitgevoerd met een grijs kenteken.
Wanneer een bestelwagen met belastingvoordeel is gekocht (zonder  BPM) zijn er beperkingen aan de zijruiten; de regelgeving verschilt per type bestelwagen. Over zitplaatsen wordt door de belastingdienst geen melding gemaakt.
De regelgeving omtrent bestelwagens in Nederland is al jaren een discussiepunt.

## België

### Camionette
Een camionette is een kleine vrachtwagen, die het midden houdt tussen wat men in Nederland een bestelwagen en een bakwagen noemt. Hij verschilt van een kleine bestelwagen, omdat hij niet gebouwd is op een (aangepast) chassis van een personenwagen. De term is afkomstig uit het Frans en is het verkleinwoord van camion (vrachtwagen). In het Frans wordt het echter met dubbel-n geschreven: camionnette.
In Vlaanderen hanteert men de term voor voertuigen voor goederenvervoer tot max. 3,5 ton. Zij hoeven zich bijvoorbeeld niet te houden aan het inhaalverbod voor vrachtwagens.

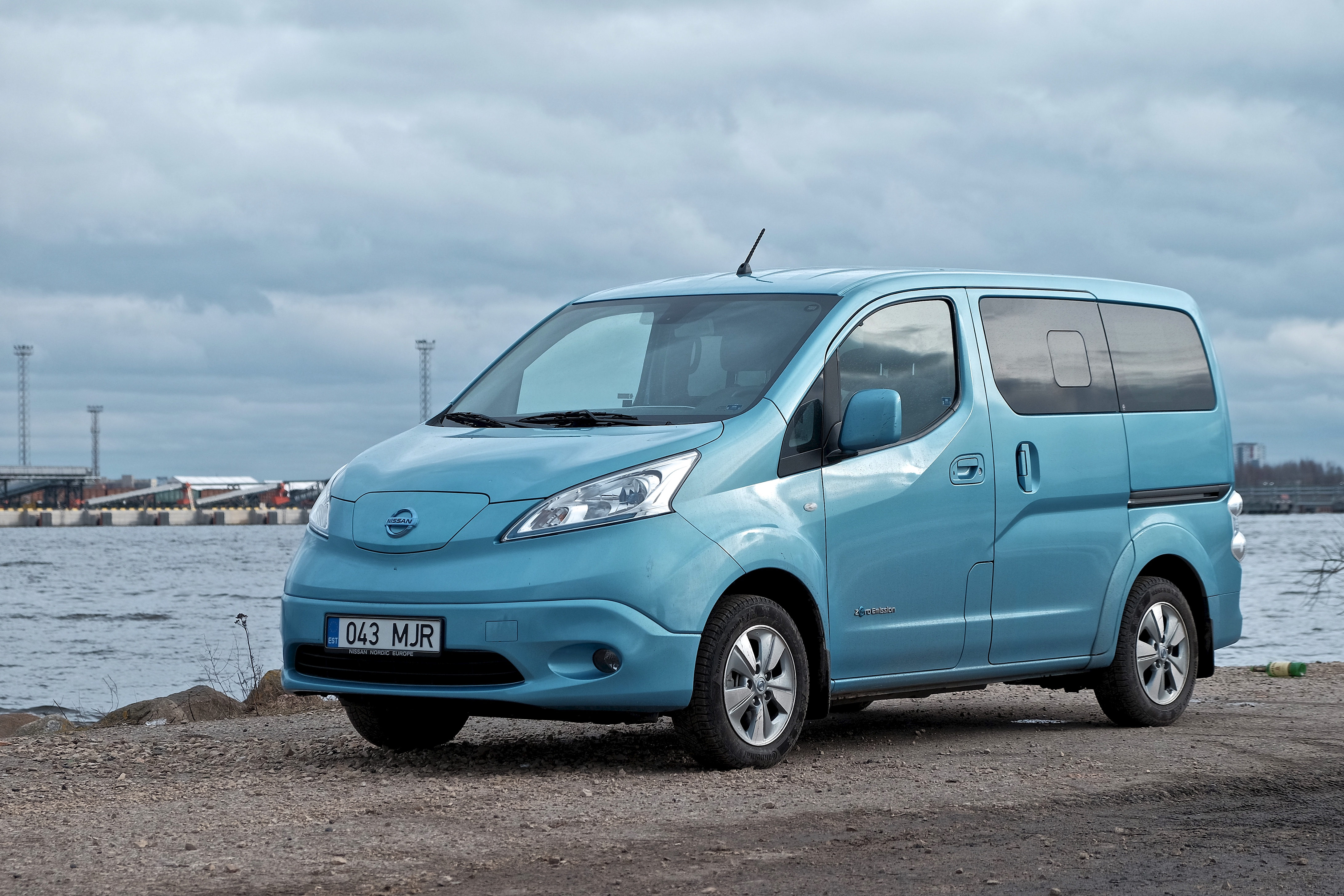
Nissan e-NV200 Evalia elektrische bestelwagen

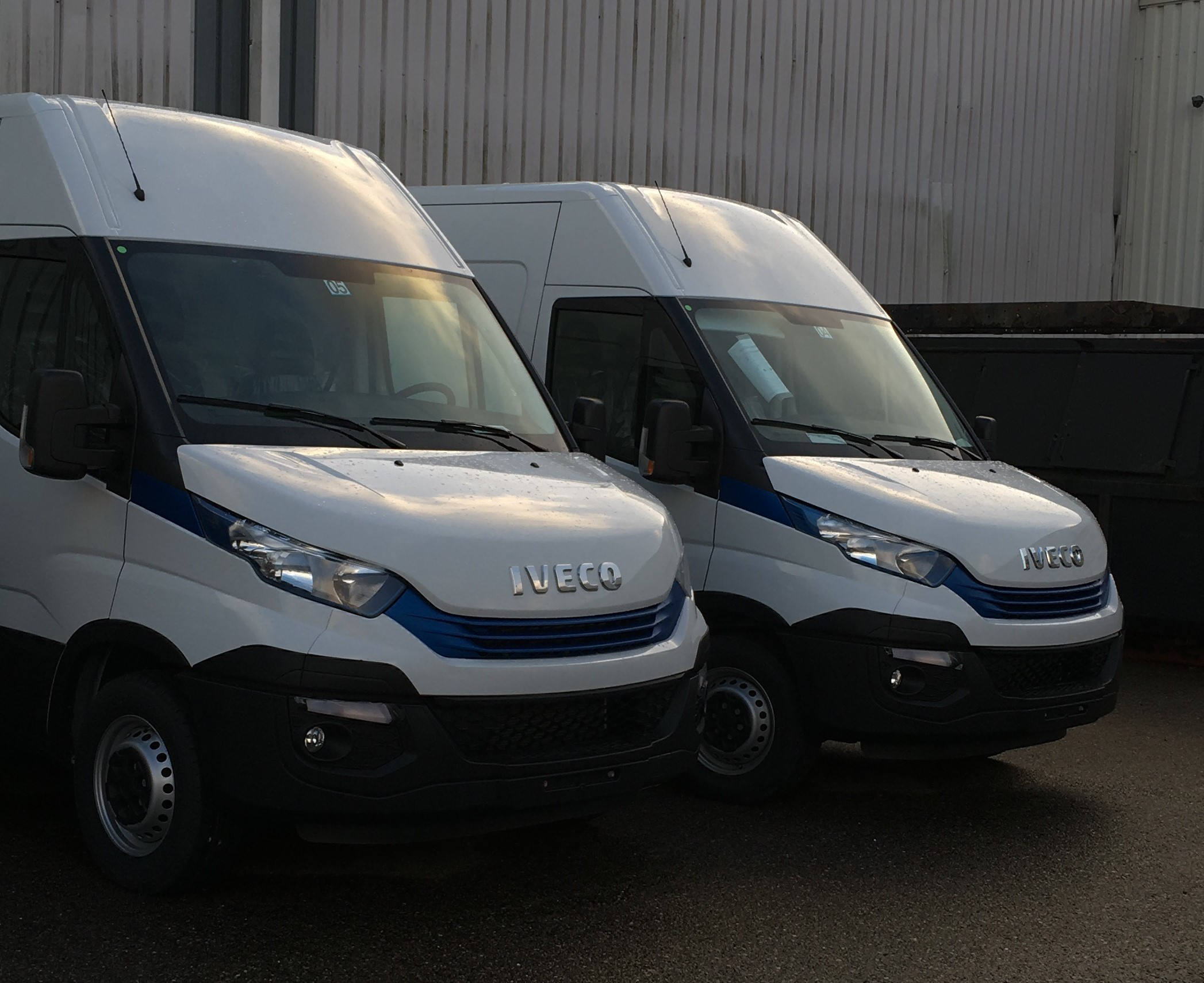
IVECO Daily Electric

Voorbeelden van camionettes:
- Citroën Jumper
- Ford Transit
- Iveco Daily van Fiat
- Mercedes-Benz Sprinter
- Renault Trafic

## Elektrische bestelauto's
Voorbeelden van elektrische bestelauto's zijn de Nissan e-NV200 Evalia, Peugeot Partner Electric, Renault Kangoo ZE en de IVECO Daily Electric. De IVECO Daily Electric heeft hierbij een laadvermogen tot 5,6 ton. De Renault Twizy Cargo kan ook tot deze categorie gerekend worden. Daarnaast wordt door DHL en Jumbo Supermarkten de Streetscooter gebruikt als bestelauto in binnensteden. De online supermarkt Picnic heeft de honderdste elektrische bestelwagen in gebruik genomen. Het zijn op maat gemaakte compacte 'E-workers' van Goupil.
Naast kant-en-klare elektrische bestelwagens zijn er ombouwwagens. Zo heeft PostNL een door Voltia van diesel naar elektrisch omgebouwde Citroën Jumper (3,5 ton) op Terschelling ingezet.